# 杜恩 (苏格兰)
杜恩（英语：Doune，/duːn/；苏格兰盖尔语: An Dùn，意为“堡垒”） 是苏格兰斯特灵区的自治镇。虽然杜恩在行政上归于斯特灵，但杜恩的邮政地址在伯斯郡，采用的是福爾柯克市（英语：Falkirk）的邮政编码，以“FK”开头。
2001年的苏格兰人口普查显示，杜恩居民中的2.75％会说苏格兰盖尔语。

## 历史

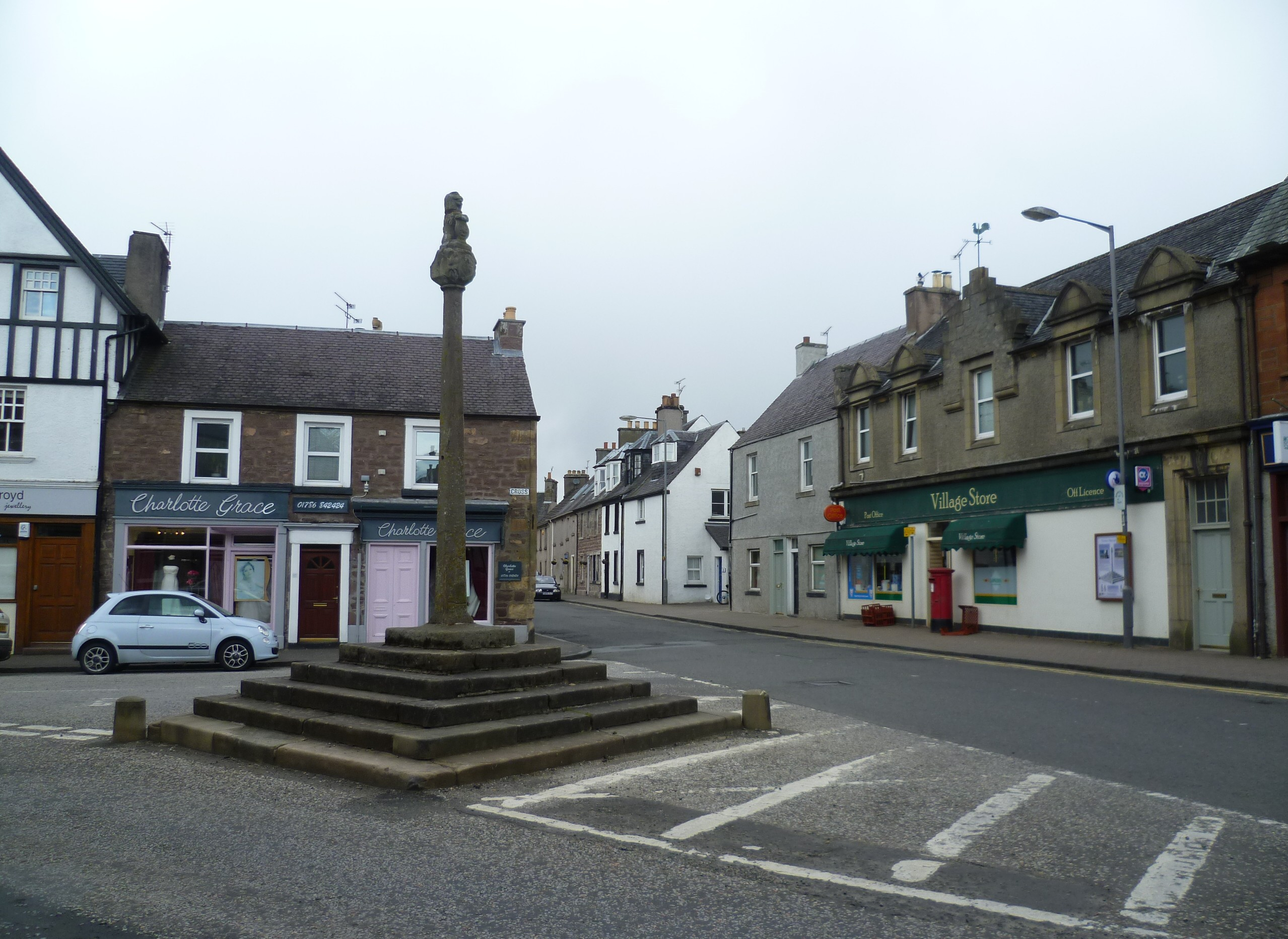
杜恩小镇的中心

该镇主要以建于14世纪晚期并至今保存良好的杜恩城堡闻名。在建筑结构上，杜恩城堡兼有堡垒和庄园的特点。
“英俊王子”查尔斯·爱德华·斯图亚特曾于1745年夺取王位事败后逃离苏格兰时经过此地。:35
在18世纪，杜恩也因生产制造手枪而闻名。但后来由于制造商的价格竞争，伯明翰生产的廉价手枪渐渐占据了市场，杜恩手枪最终退出了历史舞台。如今，这些手枪被存放在爱丁堡的苏格兰博物馆以及其他一些博物馆中。据称，“杜恩手枪”打响了美国独立战争的第一枪。

## 考古发现
杜恩的居民曾在采石场发现了一块石棺，里面是一个小男孩的遗骨，旁边有一块小石斧。据考古学家推断，这个石斧可以追溯到公元前1800年青铜时代早期的陶器文化时期。:97
据海德兰考古勘探公司（英语：Headland）称，他们在杜恩发现了罗马堡垒的遗骸。堡垒遗址包括三个沟渠和一个城墙。遗址内还有萨摩斯细陶器(英语：Samian ware)和双耳瓶的碎片。考古学家推断，它们是弗拉维王朝中期（约公元79年至85年）罗马人第一次入侵苏格兰时留下的。 

## 现代
英国著名喜剧电影《巨蟒与圣杯》曾于1974年在杜恩拍摄。杜恩城堡也是许多电视剧的重要取景地，著名的有：《艾凡赫》、《权力的游戏》和《外乡人》。